# Dysidea cacos
Dysidea cacos är en svampdjursart som först beskrevs av Lendenfeld 1888.  Dysidea cacos ingår i släktet Dysidea och familjen Dysideidae. Inga underarter finns listade i Catalogue of Life.